# Pierre Marie Halter
Pierre Marie Halter (* 28. April 1925 in Visp) ist ein Schweizer Jurist und Divisionär a. D. der Schweizer Armee.
Halter studierte Rechtswissenschaften an den Universitäten in Fribourg und Bern, wo er aktives Mitglied der Verbindungen des Schweizerischen Studentenvereins AKV Alemannia und AKV Burgundia war. Ab 1954 trat er als Instruktion der Schweizer Armee bei, wo er 1959 in den Generalstab eingeteilt wurde. 1975 wurde Halter zum Divisionär der Schweizer Armee befördert. Er war Mitglied verschiedener Kommissionen der CVP, so der Aussenpolitischen und der Sicherheitspolitischen Kommission. Von 1987 bis 1992 war Halter Präsident des Altherrenbundes des Schweizerischen Studentenvereins.